# Marià Peset i Martínez de la Raga
Marià Peset i Martínez de la Raga   (Alpont, 29 de desembre de 1780 - 9 d'abril de 1850), més conegut com Marià Peset de la Raga, fou un metge i professor universitari valencià, d'ideologia liberal, i iniciador d'una nissaga familiar de professionals, sobre tot metges i polítics republicans i liberals, entre els quals cal destacar els seus fills Joan Baptista i Vicent Peset i Vidal, el seu net Vicent Peset i Cervera, i els seus besnéts Joan Baptista i Mariano Peset i Alexandre. El fons «Marià Peset de la Raga» es conserva a la Biblioteca Museu Històric-Mèdic de la Universitat de València.

## Vida privada i pública
Després dels seus primers estudis, el 1792 es va traslladar a Sogorb per estudiar gramàtica, retòrica i humanitats al Real Seminari de la ciutat; el 1796, quatre anys després, va rebre la primera tonsura.
A continuació  estraslladà a València per formar-se com a teòleg a la facultat de Teologia de la Universitat Literària de València, encara que finalment es va dedicar a la Medicina; el 14 de juny de 1806 va obtindre el títol de metge.
En aquesta època —en la que ja havia deixat la vocació religiosa i s'havia casat amb Vicenta Vidal i Miñana—, va establir-se a Alpont com a metge titular, i dos anys després es va traslladar a Montaverner on va romandre dos anys més.
El 9 d'agost de 1810 es va establir a la ciutat de Gandia, on va exercir la medicina fins a l'1 de febrer de 1821, període aquest en que era reconegut el seu prestigi, com demostra la seua clientela, entre la que es troba el clergat catedralici de la Col·legiata, el Real Col·legi militar i les Escoles Pies.
Per la situació política del moment i el seu ideari liberal, fou enjudiciat i empresonat per la conspiració a València el 2 de gener de 1819, fins que fou alliberat el 10 de març de 1820, i es va establir a València.
Fou nomenat oficial de la secretaria del Govern polític de la província de Terol, i de la de València; va exercir aquest càrrec com a Cap de secció de salut pública, beneficència i altres negociats governatius dels facultatius de medicina, cirurgia i farmàcia, així com de policia mèdica per previndre malalties epidèmiques.

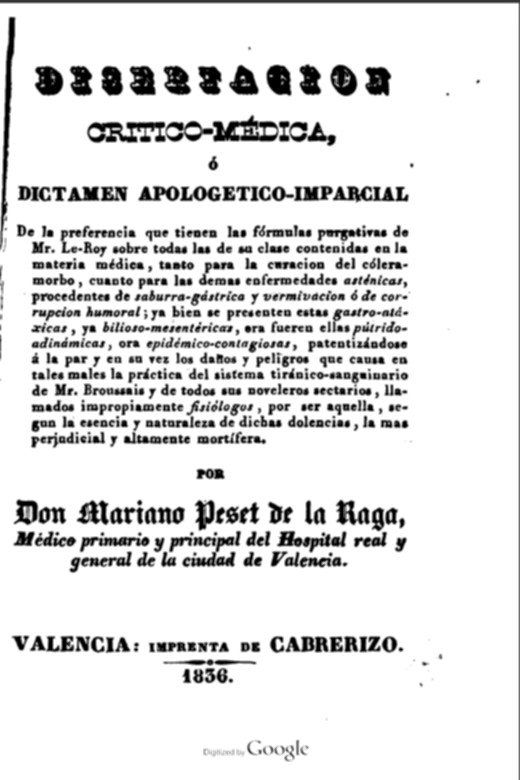
«Disertación crítico-mèdica o dictament apologético-imparcial...»

Triat metge vocal de la Junta de Sanitat del «Cap i Casal», va rebre per delegació la inspecció i l'establiment d'una policia de neteja i ventilació als recintes i locals de reunions nombroses, on s'havien refugiat els ciutadans durant el bombardeig de l'últim lloc de la Ciutat el 1823.
Fou membre de la Milícia nacional, prestant servei al 2n batalló de voluntaris a València, trobant-se al setge i capitulació d'Alacant el novembre de 1823.  La victòria dels absolutistes sobre els liberals feu que, en tornar a València el 24 de desembre, fora de nou processat i tancat a la presó; el 28 de juny de l'any següent obtingué un nindult onerós, i a més estava sotmés a les condicions establertes a l'indult, que l'obligaven a establir-se a Requena per tornar a exercir la medicina, i en passar huit anys torna definitivament a València.
El 1833 València estava amenaçada per una epidèmia de còlera asiàtica, que estava estenent-se per Europa. Per aquesta raó, la  Junta de Sanitat el destinà a practicar la visita domiciliària a la Caserna de Serrans, per adoptar les precaucions convenients en prevenció de la mateixa. L'epidèmia feu acte de presència a la ciutat del Túria el 1834, i Marià Peset va atendre —sense contraprestació econòmica—, els malalts pobres que precisaven d'assistència, fins que ell mateix va emmalaltir de còlera.
El 10 de desembre de 1835 la Junta de Govern de l'Hospital general de València, previ concurs per cobrir la vacant, el va triar i nomenar de la terna de candidats presentada per l'Acadèmia de Medicina i Cirurgia, Metge principal i primari de l'Hospital; Amb posterioritat, el 26 de juny de 1839, l'Acadèmia de Medicina i Cirurgia el nomena soci. L'Ajuntament de València, el 27 de gener de 1840 el nomena Metge vocal de la Junta municipal de Beneficència, càrrec atorgat novament el 7 de Gener de 1842.

## Obra

### Publicada
- Peset Martínez de la Raga, Marià. Impremta d'Ignasi Boix. Tratado médico-químico-físico de la influencia del aire atmosférico en la vida del hombre, con relación a su salud y enfermedades; y sobre los efectos gravemente dañosos, que produce el desarrollo epidémico-contagioso del cólera-morbo asiàtico; con el más seguro método para su precaución y curación, 1834. (castellà) [a][10]
- Peset Martínez de la Raga, Marià. Médico primario y principal del Hospital Real y general de la Ciudad. Impremta de Cabrerizo. Disertacion crítico-médica, o dictamen apologético-imparcial de la preferencia que tienen las fórmulas purgativas de Mr. Le Roy para la curación del cólera-morbo, no menos que para todas las enfermedades asténicas bilioso-gástrico-mesentéricas y de corrupción humoral, 1836. (pdf) (castellà)[11]

### Inèdita
A més dels treballs publicats, també va escriure'n d'altres, que tot i estar censurats i aprovats, Anastasio Chinchilla els cita com a inèdits:
- Peset Martínez de la Raga, Marià. Tratado médico, manifestando; que las pasiones depresivas del alma son las causales, que más han contribuido, en el estado politico social de Europa, y sobre todo en España, por su guerra civil y fratricida, para haherse producido toda clase de enfermedades, particularmente las tifoideas y tan innumerables muertes repentinas y subitáneas en todos los puntos de nuestra nación. (castellà)[13]
- Peset Martínez de la Raga, Marià. Discurso de las excelencias y prerogativas, que adornan y ennoblecen a los dignos profesores del arte de curar. (castellà)[13]
- Peset Martínez de la Raga, Marià. Discurso, en el que se manifiesta y corrobora por completo la importancia necesaria o imperiosa de la Facultad médica, y de las perfecciones y mejoras que deben procurar y solicitar del Gobierno español las corporaciones médico-científicas, en acorde acción con todos los buenos y honrados profesores para el engrandecimiento glorioso y respelable de su ciencia. (castellà)[13]
- Peset Martínez de la Raga, Marià. Memoria sobre lo arriesgadamente expuesta, casi siempre perjudicial, y a veces altamente mortífera, que es en todas las regiones y con especialidad en este clima de Valencia, la práctica de querer nutrir y alimentar esclusivamente a los espósitos del Hospital, como igualmente a los demas niños de lactancia de la Ciudad, con solo el uso de la leche de cabras y sin el ausilio de las madres y nodrizas. (castellà)[13]
- Peset Martínez de la Raga, Marià. Memoria de las benéficas y maravillosas virtudes medicinales del vino, para la preferente curación de las enfermedades pútrido-nervioso-tifoideas y de todas las demás dolencias emanadas de debilidad, enervación y depauperación de fuerzas, y con particularidad del prudente uso este admirable licor en todas las convalecencias. (castellà)[14]
- Peset Martínez de la Raga, Marià. Memoria, en la que se discute definitivamente, manifestando, que para el beneficio de los enfermos que abriga el Hospital general de Valencia y para los verdaderos progresos de la ensefanza médica, se halla la Universidad literaria de dicha Ciudad en la necesidad urgente e imperiosa de erigir y fabricar un teatro anatómico anchuroso y capaz, al tenor de su ilustre esplendor y nombradía. (castellà)[15]
- Peset Martínez de la Raga, Marià. Discurso médico-espiritual y científico sobre las maravillosas propiedades de la quina y de todas sus diferentes especies, hasta el dia conocidas, y del uso que debe hacerse por los médicos de esta preciosa corteza para la curación de las enfermedades. (castellà)[15]

### Manuscrits
També conserva la família com a record els següents treballs científics de l'autor, que es van trobar escrits de pròpia mà entre els seus papers.
- Peset Martínez de la Raga, Marià. Informe sobre la situación del Cementerio de la ciudad de Gandia, 9 maig 1816. (castellà)[15]
- Peset Martínez de la Raga, Marià. Reflexiones a la Junta municipal de Beneficencia de Valencia, que la dirige su Vocal sobre nueva organización de los llamados médicos velantes y cirujanos tablajeros del Hospital general, 1842. (castellà)[15]
- Peset Martínez de la Raga, Marià. Memoria sobre las «Notas de Peset y Chomon», puestas en la Libreta del Recetario de Medicina del Hospital general de Valencia, sobre indicación de una paracentesis, 1843. (castellà)[15]
- Peset Martínez de la Raga, Marià. Relación de una demente de monomanía suicida, 9 febrer 1844. (castellà)[15]
- Peset Martínez de la Raga, Marià. Memoria a la Junta municipal de Beneficencia de Valencia sobre los tres puntos consultados al que dice y son los signientes: 1° Si las condiciones y organización actuales del Hospital general responden a su objeto: 2° Si el Formulario de la botica del Hospital está en armonía y al nivel de la ciencia, y en su caso las modificaciones que deban inferírsele: 3º Si el plan higiénico y curativo, que se observa en el Departamento de dementes es conforme a los principios facultativos, o en su caso proponer los más convenientes, 8 abril 1844. (castellà)[16]
- Peset Martínez de la Raga, Marià. Informe sobre la enfermedad mono-maniaco-hipocondriaca, etc, 10 juliol 1844. (castellà)[1]

## Valoracions de l'obra publicada

### «Tratado médico-químico-físico de la influencia del aire atmosférico en la vida del hombre, con relacion a su salud y enfermedades; y sobre los efectos gravemente dañosos, que produce el desarrollo epidémico-contagioso del cólera-morbo asiàtico; con el más seguro método para su precaución y curación»
| «                                                     | (castellà) Aquest tractat, resultat d'una prolongada experiència, crida l'atenció del públic erudit, no menys que dels professors de l'art de curar: el seu pla general és interessant per l'aplicació de la fisicoquímica a la fisiologia i patologia, i la direcció d'aquestes lleis generals cap a la higiene i terapèutica del còlera-morbo assiàtic li va donar un interés especial en les actuals circumstàncies, en què veiem escomesa d'aquesta devastadora plaga la part meridional de la Península. Però no està el seu principal interés en això sol, sinó que l'autor, que és partidari del contagi, s'estén sobre la refutació dels anticontagionistes, i defensa la naturalesa epidèmic-contagiosa d'aquesta terriblement malaltia, la qüestió és tan interessant a la humanitat, com a difícil de decidir, s'ha de llegir la doctrina que aquest tractat conté per tot amant de la il·lustració en matèries tan transcendentals. | » |
| — «La Revista Española», núm. 237. 10 de juny de 1835 | |   |

| «                                                           | (castellà) L'objecte de l'autor ha estat no només la precaució i curació de les malalties epidèmiques i contagioses, que ens exposa l'acció damnosa de l'aire, i en particular sobre el còlera asiàtic, que escampa l'espant per gairebé tot el globus, si que també la refutacio enèrgica i combat vigorós del sistema novelesc de Mr. Broussais i altres infundats sectaris anticontagionistes, en suport de l'acreditada naturalesa contagiosa de tan cruel asot. | » |
| — Diari Mercantil de València, núm. 34. 3 de febrer de 1836 | |   |

### «Disertacion crítico-médica, o dictamen apologético-imparcial de la preferencia que tienen las fórmulas purgativas de Mr. Le Roy para la curación del cólera-morbo, no menos que para todas las enfermedades asténicas bilioso-gástrico-mesentéricas y de corrupción humoral»[20]
Aquesta publicació rebé opinions favorables tant al Diari Mercantil de València de 22 de Desembre del 1836, com a la Gaseta de Madrid de 30 de Gener del 1837, així com un article addicional als «Anales históricos de la medicina en general, y biográfico-bibliográficos de la española en particular», de Chinchilla.